# Nomada clarescens
Nomada clarescens är en biart som beskrevs av Cockerell 1921. Nomada clarescens ingår i släktet gökbin, och familjen långtungebin. Inga underarter finns listade i Catalogue of Life.